# Federació Andorrana de Rugbi
La Federació Andorrana de Rugbi es va crear l'any 1986 amb la intenció inicial de participar en competicions internacionals. Es va afiliar a World Rugby l'any 1991. Actualment, té com a objectiu promoure el rugbi a Andorra tant pel que fa a la preparació de la selecció nacional (Júniors –Sèniors –Femenines), la formació de la base i l'organització d'esdeveniments esportius.